# Apple TV+
Apple TV+ is een Amerikaanse streamingdienst van Apple Inc.. De reclamevrije dienst, waarvoor een abonnement moet worden afgesloten, werd aangekondigd op 25 maart 2019 door Apple's chief executive officer Tim Cook en ging op 1 november 2019 van start.
De streamingdienst biedt een selectie van films en series die exclusief voor Apple TV+ zijn ontwikkeld, Apple Originals. Hiertoe behoren onder andere The Morning Show, Masters of the Air, Ted Lasso, CODA, Killers of the Flower Moon, Napoleon en Wolfs. Apple koos hiermee een andere strategie dan concurrenten als Netflix, dat in de beginjaren vooral licenties van reeds uitgebrachte en uitgezonden films en series aankocht om zo een groter aanbod te kunnen aanbieden aan abonnees.
De service is te gebruiken via de Apple TV-app, die standaard wordt geïnstalleerd op iOS-apparaten. Ook kwam de Apple TV-app beschikbaar op andere consumentenelektronica, waaronder smart-tv's van Samsung. Daarnaast is Apple TV+ ook op een gewone televisie te bekijken via een Apple TV-ontvanger.
De lancering van Apple TV+ – en het gelijktijdig aangekondigde Apple TV Channels – maakt onderdeel uit van de strategie om de omzet uit Diensten van Apple te laten groeien.

## Prijzen
Tijdens de jaarlijkse Oscaruitreiking van maart 2022 werd bekend dat Apple TV+ als eerste streamingdienst een Oscar wist binnen te slepen met haar filmproductie CODA.